# یوتی‌سی ۴:۵۱+
زمان‌بندی گرینویچ به علاوه ۴:۵۱ (به انگلیسی: UTC+4:51) برای اندازه‌گیری زمان کاربرد داشت. این زمان تا سال ۱۹۵۵ وقتی که ۳۹ دقیقه اختلاف زمانی با زمان استاندارد هند (گرینویچ+۵:۳۰) از بین رفت برای بمبئی مورد استفاده قرار می‌گرفت.